# Покровський Віктор Леонідович
Покро́вський Ві́ктор Леоні́дович (1889 — 8 жовтня 1922, Кюстендил, Болгарія) — генерал-лейтенант. Учасник Першої світової і Громадянської воєн. Учасник Першого Кубанського походу.

## Життєпис
Завершив навчання в Одеському кадетському корпусі.
Кубанською Законодавчою Радою 14 березня 1918 року Покровський був призначений командувачем Кубанської армією, з присвоєнням військового звання полковник. 27 березня 1918 року присвоєно звання генерал-майор.
У 1919 командувач Кавказькою армією «білих»; наступник на цій посаді генерала П. М. Врангеля.
Емігрував до Болгарії. Був смертельно поранений через збройний опір при спробі арешту болгарською поліцією, яка прийшла по нього через причетність до вбивства радянського агента.